# Bleek beertje
Het bleek beertje (Nudaria mundana) is een nachtvlinder uit de familie van de spinneruilen (Erebidae) en de onderfamilie van de beervlinders (Arctiinae). De voorvleugellengte bedraagt tussen de 10 en 12 millimeter. De soort komt verspreid over het Europa en Klein-Azië voor. Hij overwintert als rups.

## Waardplanten
Het bleek beertje heeft als waardplanten korstmossen en mossen op vochtige plaatsen.

## Voorkomen in Nederland en België
Het bleek beertje is in Nederland een zeer zeldzame soort, die door goed zoeken een enkele keer wordt gezien in Noord-Holland langs het IJsselmeer. In België is het ook een zeldzame soort, die tegenwoordig alleen in de provincie Namen wordt gezien. De vlinder kent één generatie die vliegt van eind juni tot en met augustus.